# Millencolin
Millencolin és un grup de punk rock suec, format a Örebro a l'octubre de 1992.
Els seus membres fundadors són Nikola Sarcevic, nascut a l'ex-Iugoslàvia (baix i veu principal), i els suecs Erik Ohlsson (guitarra) i Mathias Färm (guitarra). El bateria Fredrik Larzon s'uniria al grup a començaments de 1993.
Els àlbums de la banda són distribuïts als Estats Units pel segell Epitaph Records, mentre que en la resta del món qui s'encarrega de fer-lo és la discogràfica sueca Burning Heart Records.
Després del seu primer àlbum, Same Old Tunes, amb la majoria de components sense haver traspassat la barrera dels 20 anys, es van confirmar com un dels grups punters del punk rock i el hardcore melòdic, posició que van reforçar després de la publicació de l'àlbum Life On A Plate.
Després de la publicació del seu quart disc, Pennybridge Pioneers, i la inclusió del single "No Cigar" en el conegut videojoc de skate Tony Hawk's Pro Skater 2, es van convertir en un grup de masses.
Més tard van publicar el controvertit Home From Home, amb un clar canvi de tendència cap al Rock. El nom del grup deriva de la paraula melancholy, que és el nom d'un truc de skate.

## Discografia

### Àlbums complets
- Tiny Tunes (1994, reeditat com Same Old Tunes el 1998)
- Life on a Plate (1995)
- For Monkeys (1997)
- The Melancholy Collection (1999)
- Pennybridge Pioneers (2000)
- Home from Home (2002)
- Kingwood (2005)
- Machine 15 (2008)
- True Brew (2015)[1]
- SOS (2019)[2]